# La chute de la maison Usher

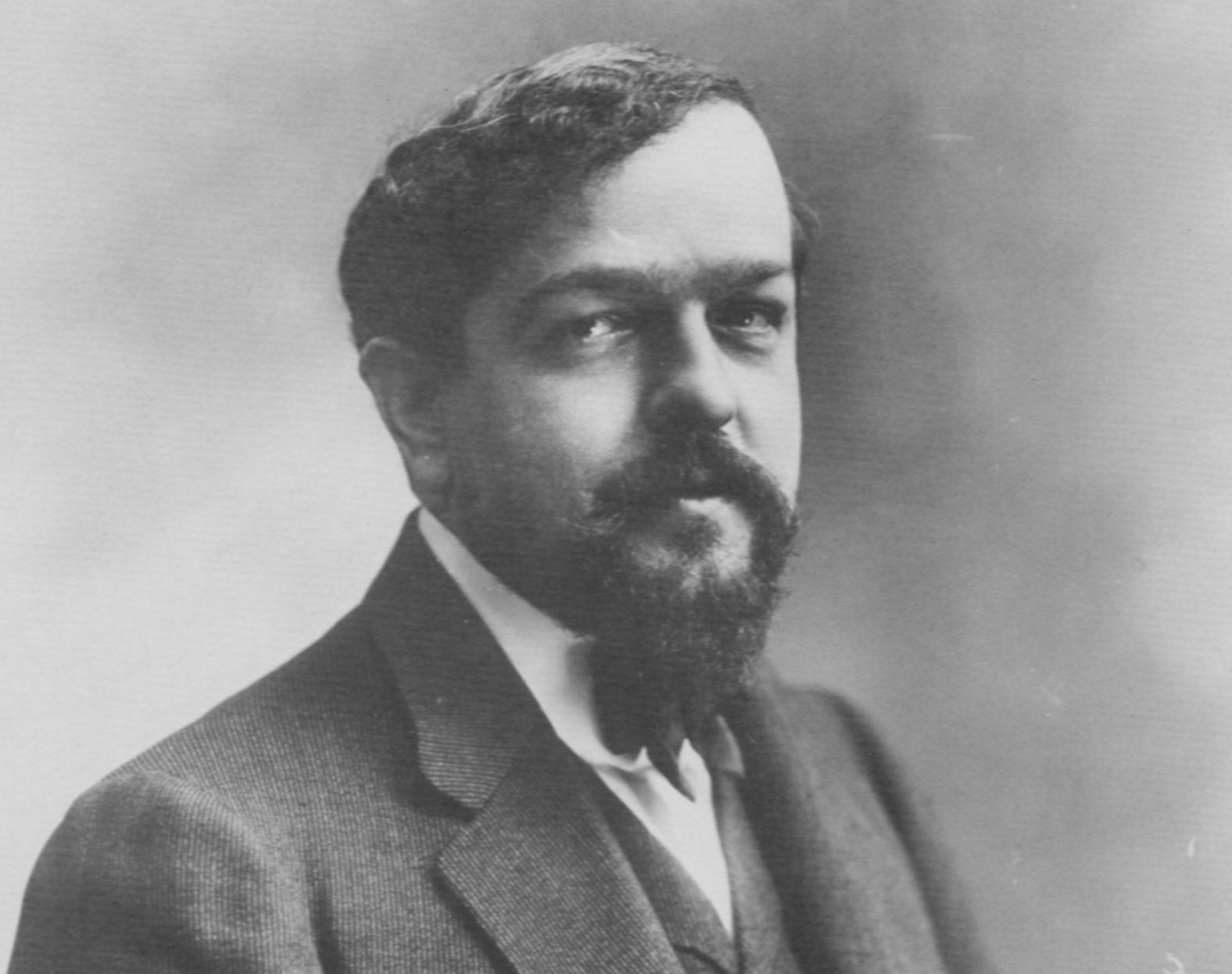
Claude Debussy

La chute de la maison Usher è un'opera lirica incompiuta che Claude Debussy scrisse fra il 1908 e il 1917. Il libretto, tratto dal racconto di Edgar Allan Poe La caduta della casa degli Usher, fu realizzato dallo stesso compositore. L'opera originariamente doveva consistere di un atto e due scene, ma ne rimangono solo frammenti della prima scena e un monologo della seconda.

## Storia
L'interesse di Debussy per Edgar Allan Poe risaliva al 1889 quando ascoltò Charles Baudelaire leggere le proprie traduzioni di opere dello scrittore americano nello studio privato di Léopold Stevens, giovane pittore che vi radunava una cerchia di artisti e letterati: il musicista confessò in un'intervista di quel periodo che Poe era il suo autore preferito insieme a Gustave Flaubert.
Poeti come Baudelaire e Mallarmé si erano interessati molto alle opere di Poe, la cui tendenza al fantastico e le implicazioni psicologiche nei racconti rientravano nella tematica simbolista che attirava anche Debussy.
Alla fine del 1890, il musicista probabilmente stava già pensando a un lavoro derivante da un racconto di Poe, particolarmente da The Fall of the House of Usher Di questo progetto però Debussy non parlò mai chiaramente.
Dopo il successo della sua prima opera Pelléas et Mélisande, egli pensò a una nuova realizzazione teatrale. Il soggetto che attirò la sua attenzione fu inizialmente un altro racconto di Poe: The Devil in the Belfry; l'idea venne però accantonata in favore della composizione di altri lavori. Per circa cinque anni, Debussy non si occupò più delle due opere, fino al 1908, quando iniziò a scrivere il libretto e alcune parti de La chute de la maison Usher. In quell'anno cedette i diritti sulle due opere in scrittura a Giulio Gatti-Casazza, allora direttore del Metropolitan Opera House di New York, per duemila franchi, garantendogliene l'esclusiva. Negli anni successivi, il musicista ufficialmente continuava a lavorare alle due opere, ma in realtà i due lavori non progredivano. Nel 1910, durante l'estate, scrisse qualche pagina della Chute: comporre su questo soggetto lo attirava, ma al tempo stesso gli causava malessere, come se nella vicenda degli Usher scorgesse un riflesso della sua situazione familiare che attraversava allora un periodo difficile; Poe lo intrigava, ma non riusciva a venire a capo della sua composizione, quasi fosse un'estenuante sperimentazione fine a sé stessa. In una lettera Debussy scriveva: La chute de la maison Usher "non ha nulla di salutare e a volte ne esco con i nervi tesi come una corda di violino".
Nel 1911 Debussy dichiarò di essere stanco di entrambe le composizioni e abbandonò definitivamente almeno la prima, Le diable dans le beffroi, per dedicarsi al balletto Khamma.
Negli anni seguenti, l'altra opera rimase in un cassetto e fu ripresa nel 1916 quando il compositore era ancora convalescente per l'intervento che aveva subito nel dicembre precedente. Debussy raccontava ad amici e conoscenti di aver praticamente finito l'opera, ma che non riusciva a completarla a causa della malattia; tali dichiarazioni, tuttavia, erano solo un modo per autoingannarsi e illudersi. Nel periodo estivo egli si dedicò comunque a riscrivere il libretto dell'opera e a correggere quanto aveva composto, probabilmente non più di un quarto dell'intero lavoro, continuando a prendere in mano ogni tanto La chute fino al 1917. L'anno seguente il compositore morì e l'opera rimase incompiuta.
Nel 1970 la musicologa Carolyn Abbate operò una revisione delle parti rimaste dell'opera basandosi sugli appunti di Debussy. Questa versione, riorchestrata da Robert Kyr, venne rappresentata il 25 febbraio 1977 al Jonathan Edwards College dell'Università Yale di New Haven. Nello stesso anno vi fu un'altra ricostruzione ad opera del compositore Juan Allende-Blin. La revisione venne quindi pubblicata nel 1979 da Jobert.

## Trama
Rispetto al racconto di Poe, nel suo libretto Debussy introdusse il personaggio dell'infido medico e modificò anche la figura di Madeline, ampliandone la presenza scenica.
Il racconto è narrato in prima persona da un amico di Roderick Usher. 
Subito dopo averne ricevuto una lettera inquietante, un amico di Roderick Usher accorre in suo aiuto. Usher è l'ultimo discendente maschio della sua famiglia, è di salute malferma e tormentato nello spirito; vive con la sorella gemella Madeline nella vecchia dimora che cade in rovina e che presenta una paurosa crepa verticale lungo la facciata. 
Quando l'amico giunge alla casa, vi trova un medico che sta curando Madeline, afflitta da una malattia debilitante e soggetta spesso a catalessi: il dottore gli spiega che per eredità familiare i due fratelli soffrono di disturbi psichici latenti e insinua anche che Roderick si tormenti per un sentimento particolare provato per la sorella. In un lungo monologo Usher sfoga il suo dolore e viene quindi incoraggiato dall'amico ad abbandonare la triste dimora, ma senza successo. 
Il medico rientra e comunica all'amico la morte di Madeline; dichiara poi di averla già seppellita nei sotterranei senza dir nulla al fratello. Mentre l'amico legge a Roderick dei racconti per distrarlo, si odono strani e sinistri rumori in lontananza, via via più forti finché non appare Madeline col vestito bianco macchiato di sangue; nel tentativo di liberarsi si era infatti ferita. 
Nel frattempo si scatena una violenta tempesta e la giovane crolla sul fratello trascinandolo in una caduta mortale per entrambi. L'amico fugge mentre la casa sprofonda dividendosi in due sotto la luce di una sinistra luna rossa come il sangue.